# Karel Sabina
Karel Sabina, pseudonymy Arian Želinský a Leo Blass (29. prosince 1813 Praha-Staré Město – 9. listopadu 1877 Praha), byl český spisovatel, básník, dramatik, filosof, literární a divadelní kritik, libretista, publicista, novinář a politik.

## Život

### Mládí
Matriční údaj z knihy křestních zápisů u sv. Haštala uvádí 29. prosinec 1813, v soupisu pražských obyvatel zapsáno mylně datum narození 30. 12. 1813 (ve skutečnosti jde o datum křtu). Narodil se v Praze jako nemanželské dítě Josefíny Sabinové, která tehdy bydlela u svého příbuzného, domovníka a zedníka, považovaného za jeho otce a vychovatele. Chlapec však svému okolí často nalhával, že jeho otec je polský šlechtic.
Pocházel z velmi chudých poměrů, ale protože se jevil jako talentovaný a výřečný chlapec, bylo mu umožněno studovat na Akademickém gymnáziu. V letech 1831–1833 studoval filozofii a práva, které však nedokončil. První ročník studoval na Karlo-Ferdinandově univerzitě v Praze, další dva roky ve Vídni.
Během studentských let patřil k okruhu Karla Hynka Máchy. Z tohoto okruhu vzešla mladá romantická generace 30. a 40. let 19. století. V roce 1831 společně uspořádali sbírku na pomoc prchajícím Polákům poraženým v listopadovém povstání.

### Předrevoluční léta
Po studiích se Sabina živil jako soukromý vychovatel a učitel v měšťanských rodinách, například u Steigrů. Posléze působil jako spisovatel, redaktor a publicista. Žil v této době lehkomyslně, takřka bohémsky, pln naivních ideálů bojovat za změny v rakouské politice. Už během studií spolupracoval s Karlem Herlošem a díky němu přispíval anonymně do německých časopisů Der Komet, Der deutsche Planet a almanachu Mefistofeles, které útočily na poměry v Rakousku.[zdroj?]
Od roku 1835 se začaly jeho články objevovat v časopisech Květy a Včela a ještě téhož roku se dostal do rozporu s dosavadním režimem, podle Jakuba Arbesa byl vyšetřován kvůli básni Ku vzdáleným. Tak již na počátku své literární činnosti narazil na cenzuru. Při tomto vyšetřování listiny a dokumenty u něj nalezené vedly k podezření z členství v revolučním spolku Mladá Evropa. Po tomto incidentu byl pod policejním dohledem a všechny jeho otištěné články byly důkladně kontrolovány. Znechucený odešel roku 1838 do Vídně a doufal, že alespoň na čas unikne policejnímu dozoru. V počátcích svého působení ve Vídni se seznámil s panem Gross-Hofingerem, který se jej díky jeho talentu ujal a pověřil jej redigováním svého listu Der Adler. Tento časopis byl proněmecký; v pozdějších letech byl považován za jeho prvopočáteční zradu na národu. Dále do Adlera přispíval svými liberalistickými až revolučními články a vyvolával pobouření. Po roce se tato publicistická činnost roznesla a vzbudila pohoršení u hraběte Josefa Sedlnického, tehdejšího ministra policie, a tak byl Sabina donucen zastavit přispívání do tohoto deníku a vrátit se zpět do Prahy a k publicistice, ale bez materiálního zajištění, jaké měl ve Vídni. Stál u zrodu pražského německého časopisu Ost und West, v němž bojoval za slovanskou literaturu a uveřejňoval překlady slovanské prózy i poezie pod nadpisem Die neu-bӧhmische Literatur. Přeložil do němčiny například Kollárovy Národnie zpievanky, Gogolův Nos a dva zpěvy z Máchových Cikánů. Byl opět v roce 1839 vyslýchán, když napsal do Ost und West článek Erwiderung, který oponoval článku Adria o hanobení českého národa.[zdroj?]
V roce 1845 se stal členem protirakouského demokraticko-revolučního hnutí Repeal, které si zvolilo název podle irského vzoru. Scházeli se v pivovaře u sv. Tomáše. Tito repealisté utvořili v roce 1848 stranu demokraticko-radikální; s určitým socialistickým podtextem. Celkově se stal jedním z prvních lidí hlásajících myšlenku socialismu.[zdroj?]

### Revoluční léta
Revoluční rok 1848 byl dobou velkých změn. Sabina byl hlavním revolučním organizátorem. Díky svým výborným řečnickým schopnostem se stal vůdčí osobností revolučního hnutí za svrhnutí absolutistického režimu v Rakouském císařství. První jeho velký řečnický úspěch byl zaznamenán 11. března 1848 ve Svatováclavských lázních (kde byl vytvořen Svatováclavský, později Národní výbor a kde také pracoval), když tři hodiny líčil úspěch vídeňské revoluce. Měl údajně plamenný, sugestivní až démonický projev, kterým si dokázal získat lidové masy. V roce 1848 se díky částečnému uvolnění poměrů dostal k redigování Pražských novin a Včely, které byly silně radikalizované a působily jako forma protirakouského odboje. Tyto deníky vedl až do konce roku 1848 mimo konec června, kdy byl zatčen a po tři měsíce vězněn v bývalém klášteře sv. Jiří na Hradčanech.

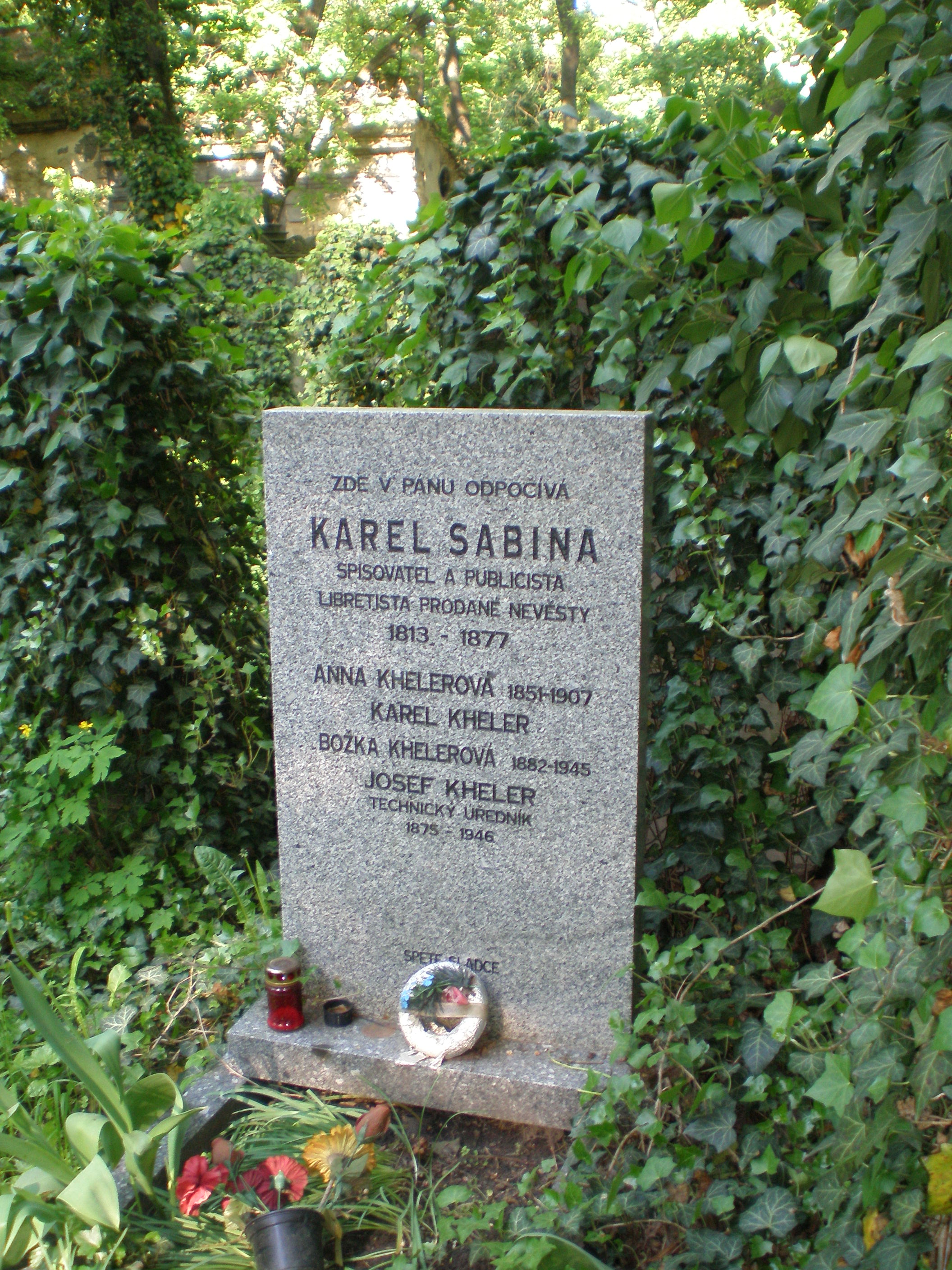
Hrob Karla Sabiny na Olšanských hřbitovech v Praze

 Zanedlouho po propuštění se zasloužil o vznik nového listu Noviny Lípy Slovanské, který vydával nově založený obrozenecký spolek Slovanská lípa, jehož členem Sabina také byl. Tento časopis se spolu s Pražským Večerním listem a Občanskými Novinami stal čistě demokratickým. V Novinách Slovanské lípy dokonce zveřejnil Bakuninovu brožuru Hlas k Slovanům, která pomlouvala české poslance na Říšském sněmu. Díky tomu na sebe opět upoutal pozornost a přílišný radikalismus mu vytkl i sám Karel Havlíček Borovský. Za uveřejnění Bakuninových spisů byl opět stíhán a vyšetřován. Poté byl z redakce Novin Slovanské lípy odvolán a začal vydávat demokraticko-sociální sborník Tábor.[zdroj?]
Za údajné připravování protirakouského spiknutí pod vlivem M. A. Bakunina byl 10. května 1849 zatčen a ve vyšetřovací vazbě strávil tři a půl roku. Původně byl odsouzen k trestu smrti oběšením, ale později byl trest smrti zmírněn na osmnáctileté vězení. Tento trest vykonával v olomoucké věznici. Pobyt ve věznici se pro něj stal dosti krutým a bolestným, v prvních letech byl v jedné místnosti pouze s jedním Maďarem, až ke konci se potkal v jedné cele s Podlipským a Zimmerem, dalšími revolucionáři.[zdroj?]

### Život po návratu z vězení
27. června 1857 byl z vězení propuštěn. Většina politických vězňů z revolučních let 1848–1849 byla omilostněna. Politické poměry se změnily. V těchto časech revolucionáři nebyli módní a absolutismus se opět uhnízdil v mysli lidu. Sabina se pokusil o znovuobnovení své literární činnosti. Před propuštěním však byl důrazně vyzván, aby bez souhlasu policie nic nepublikoval. Kvůli porušení tohoto zákazu byl v roce 1858 opět několik dní vězněn.[zdroj?]
Jeho literární činnost po propuštění směřovala jednak k popularizaci tvorby K. H. Máchy s literární generací májovců. Dále byl od 60. let uznávaným libretistou čtyř českých oper. Spolupracoval také s Janem Erazimem Sojkou na edici knihy Naši mužové.[zdroj?]
V roce 1861 pracoval v redakci Národních listů a o pět let později zastával funkci dramaturga v Prozatímním divadle. Dále se věnoval řečnické činnosti. Řečnil v Umělecké besedě, Osvětě a mnohých dělnických spolcích spjatých s kulturní, osvětovou a socialistickou činností, dále pak na různých společenských akcích, např. při položení základního kamene Národního divadla nebo na slavnosti konané na počest Jana Husa v Kostnici v roce 1868. V roce 1871 také redigoval časopis Slovan.[zdroj?]
Po roce 1872, po vyzrazení jeho dlouhodobé udavačské činnosti, pobýval v Praze a živořil v chudobě a osamělosti. V této době se odvážil publikovat pouze anonymně nebo pod pseudonymy. V posledních letech života se ani neodvažoval vycházet ven za bílého dne, chodil na procházky pouze v noci a většinou v přestrojení, neboť se bál lidí, kteří se o jeho konfidentské činnosti mohli dočíst téměř všude. Byl označován za zrádce národa, dokonce i v německých novinách.[zdroj?] Dožil v chudobě a bídě – zemřel na celkové vyčerpání těla i duše 9. 11. 1877 v domě v Mariánské ulici v Praze. Na poslední rozloučení na Olšanský hřbitov jej doprovázel pouze malý zástup socialisticko-demokratických dělníků. Jeho hrob zůstal až do roku 1932 neoznačen.[zdroj?]

### Rodinný život
Žil na Novém Městě pražském s Josefou Schönauerovou (1820–1887), s níž měl dceru Eufrosinu (1844–??) a syna Aloise (1846–??); syn podle soupisu pražských obyvatel užíval příjmení matky. Josefa Schönauerová byla Němka pocházející z Žatce. Karel Sabina se s ní měl seznámit u smíchovské podnikatelské rodiny Portheimů, kde byl vychovatelem a ona služebnou.

## Dílo

### Poezie
- 1841 – Básně (knižní debut, sbírka básní v máchovském duchu). II. svazek už za svého života nevydal – byl publikován až v roce 1911.

### Prozaické práce
- 1837 – Hrobník (novela, časopisecky, knižně pak 1844)
- 1844 – Obrazy ze XIV. a XV. věku (soubor povídek)
- 1847 – Vesničané (novela, jedna z prvních českých realistických prací na téma českého venkova)
- 1857 – Blouznění (román) [9]
- 1858 – Hedvika (román)
- 1858 – Věčný ženich (humoristický román)
- 1858 Upomínka na K. H. Máchu (vzpomínková skica v Almanachu Máj)
- 1860 – Jen tři léta! (román), vylíčení české vesnice po r. 1848 ve světle kapitalistických vztahů. Na několika výrazných postavách ukazuje, jak probíhalo ožebračování české vesnice finančním spekulantstvím a jak se český sedlák vyrovnával se starou tradicí a přizpůsoboval novým poměrům. Autor vyslovuje nepokryté sympatie k těm, kdo se snaží proniknout pod povrch společenského dění, kdo nemyslí na sebe, nýbrž na lidstvo a národ a odsuzuje ty, kdo znají jen osobní a sobecké zájmy. Vít a Helena, kteří sní o přestavbě lidské společnosti, representují v románu síly pokroku, o jejichž konečném vítězství nad zpátečnictvím a cizopasnickým příživnictvím je pevně přesvědčen. [10]
- 1863 – Na poušti (román se zednářskou tematikou)
- 1870 – Oživené hroby (novela, jakýsi vězeňský deník se silnými autobiografickými prvky). [11]
- 1874 – Morana, čili, Svět a jeho nicoty – vydal pod pseudonymem Arian Želinský, jako výraz své osobní, filozofické, a především literární reakce na tzv. národní soud, který jej demaskoval jako policejního agenta a učinil z něj exkomunikovaného zrádce národa. [12]
- 1875 – Král Ferdinand V. Dobrotivý a jeho doba. Původní román z nejnovějších časů. Vydáváno též jako Z nedávných časů nebo Krvavý svatodušní týden roku 1848. Historický román věku devatenáctého.[13]
- 1879 – 1848 – Předbřeznoví revoluční bouřliváci v Rakousku (román, německy). Z němčiny přeložil Václav Vitinger.

### Drama
- Černá růže
- Šašek Jiřího z Poděbrad
- Maloměstské klepny
- 1866 – Inzerát

### Libreta
- Templáři na Moravě (pro Karla Šebora, 1865)
- Braniboři v Čechách (pro Bedřicha Smetanu, 1866)
- Prodaná nevěsta (pro Bedřicha Smetanu, 1866)
- V studni (pro Viléma Blodka, 1867)
- Mikuláš (pro Josefa Richarda Rozkošného, 1870)
- Bukovín (pro Zdeňka Fibicha, 1870)
- Starý ženich (pro Karla Bendla, 1870)
- Zítek (pro Viléma Blodka, 1870)

### Z prací odborných
- Demokratická literatura (Včela, 1848)
- Pavel Josef Šafařík: nástin životopisný (1861)
- Duchovný komunismus – jedno z prvních českých děl o komunismu, v lehce naivních představách (1861). [14]
- Dějepis literatury českoslovanské staré a střední doby (1866)
- Kronika války Prusko–Italsko–Rakouské: prostonárodní vylíčení na bojišti severním a jižním v roce 1866 (1868)
- Václav Stach, jeho doba a spisy (1870)
- Das Theater und Drama in Böhmen bis zum Anfange des XIX. Jahrhunderts (Divadlo a drama v Čechách do začátku 19. století, 1877)

#### Digitalizované dílo
- SABINA, Karel. Inserát : veselohra ve třech jednáních. Praha: Pospíšil, 1866. Dostupné online.
- SABINA, Karel. Templáři na Moravě. Praha: Karel Sabina, 1865. Dostupné online. Původní libreto k české opeře v romantickém a historizujícím duchu zpracovává téma zrady a lásky. Děj se odehrává ve 13. století na Moravě a v Čechách v prostředí králů, šlechtičen, rytířů a templářů..